# 若島和美
若島 和美（わかしま かずみ、旧姓：田尻、1949年 - ）は、日本の右翼活動家、テロリスト。

## 経歴
長崎県上五島出身。右翼団体正氣塾塾長（犯行当時は東京本部長代行職。姓は田尻）。1990年の長崎市長銃撃事件実行犯。「天皇に戦争責任はある」と発言した本島等長崎市長（当時）を銃撃、重傷を負わせた罪により懲役12年。2002年、刑期満了で出所。
2003年4月20日に統一地方選に立候補し、長崎市長を目指したが落選。
2004年7月27日、義友連合会の二人とともに読売ジャイアンツの球団事務所を訪問し、同球団オーナーの渡辺恒雄に対し、一場事件で球団が一場へ栄養費の名目で200万円を握らせていた件に関し抗議を行ったが返答が無いとして、8月4日には正氣塾の街宣車で押しかけ球団事務所と読売本社に抗議を行う。
2003年6月下旬女性弁護士の事務所に街宣活動も行なう。名誉毀損で訴えられ2004年12月6日に起訴され、「思いつきの個人攻撃」として2005年4月22日に有罪の判決。罰金50万円の処分。
2006年4月24日には2ちゃんねる上に流されていた「爆笑問題の太田光がラジオ番組で反日的な発言をした」「太田が『亜細亜への謝罪のため靖国神社は破壊すべき』と発言した」というデマを真に受けて、太田の所属事務所タイタンに抗議活動を行った。正氣塾の幹部は「ラジオの発言を知人が実際に聞いている」と主張しているが、タイタン側はそのような発言はしていないとこの噂を否定している。なお、太田自身は生まれ育った日本に対する愛着があることを公言しており「なにより、東京や日本が好きだ」「やっぱり俺は日本という国が好きだ」といった発言をしている他、靖国神社への参拝やA級戦犯の合祀にも理解を示し、戦死者や遺族の心情に寄り添う立場をとっている。
2013年より、「社会の不条理を糾す会」の事務局長を務める。代表世話人は日本皇民党総裁の大島竜珉。
2015年10月、別の右翼団体構成員の男と共に、東京都内の薬品販売店の前に押しかけて街宣活動を行なったとして、暴力行為等処罰ニ関スル法律違反の疑いで2016年4月に警視庁公安部に逮捕される。